# سمير خليل اليسوعي
سمير خليل سمير، المعروف بالأب سمير خليل اليسوعي (ولد بالقاهرة في 10 يناير 1938) هو قس يسوعي ولاهوتي كاثوليكي مصري مختص بالدراسات الإسلامية والسامية والسريانية والاستشراق. يقيم في لبنان ويعمل أستاذًا للاهوت الكاثوليكي والدراسات الإسلامية بجامعة القديس يوسف، كما عمل أستاذًا زائرًا بعدة مؤسسات أكاديمية في أوروبا والولايات المتحدة، من أبرزها المعهد المشرقي البابوي في روما وجامعة غراتس وجامعة جورجتاون وجامعة صوفيا في طوكيو.

## من تصريحاته
- «لقد كان تقبيل البابا (بندكت السادس عشر) للقرآن صدمة لكثير من المسيحيين في الشرق الأوسط. فقد اعتقدوا أن ذلك معناه أن القرآن سماوي، وهو بالطبع ما لم يقصده على الإطلاق».[1]